# ویلتون سنتر (کنتیکت)
ویلتون سنتر (به انگلیسی: Wilton Center) یک منطقهٔ مسکونی در ایالات متحده آمریکا است که در کنتیکت واقع شده‌است.